# Cipura paludosa
Cipura paludosa är en irisväxtart som beskrevs av Jean Baptiste Christophe Fusée Aublet. Cipura paludosa ingår i släktet Cipura och familjen irisväxter. Inga underarter finns listade i Catalogue of Life.

## Bildgalleri

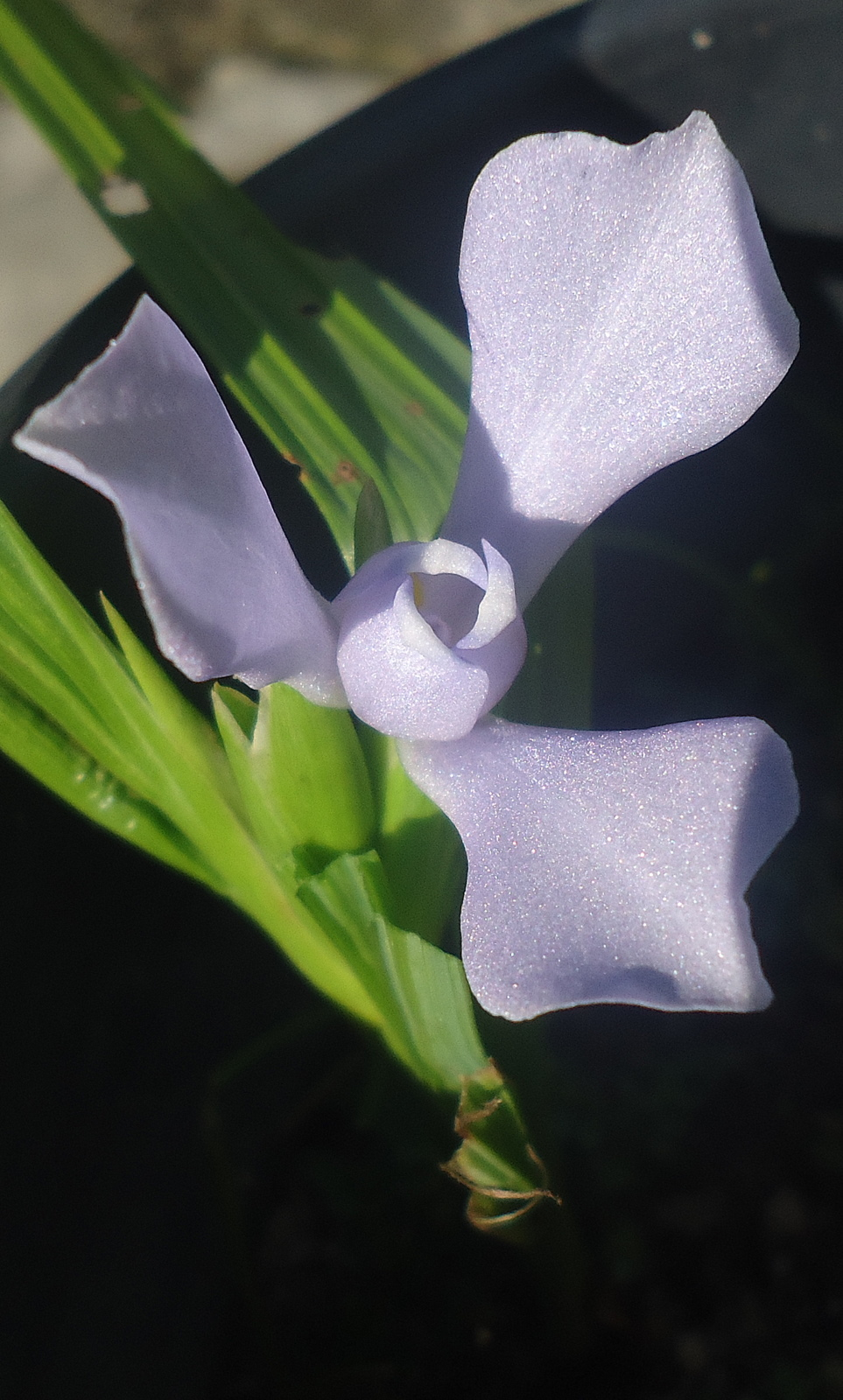
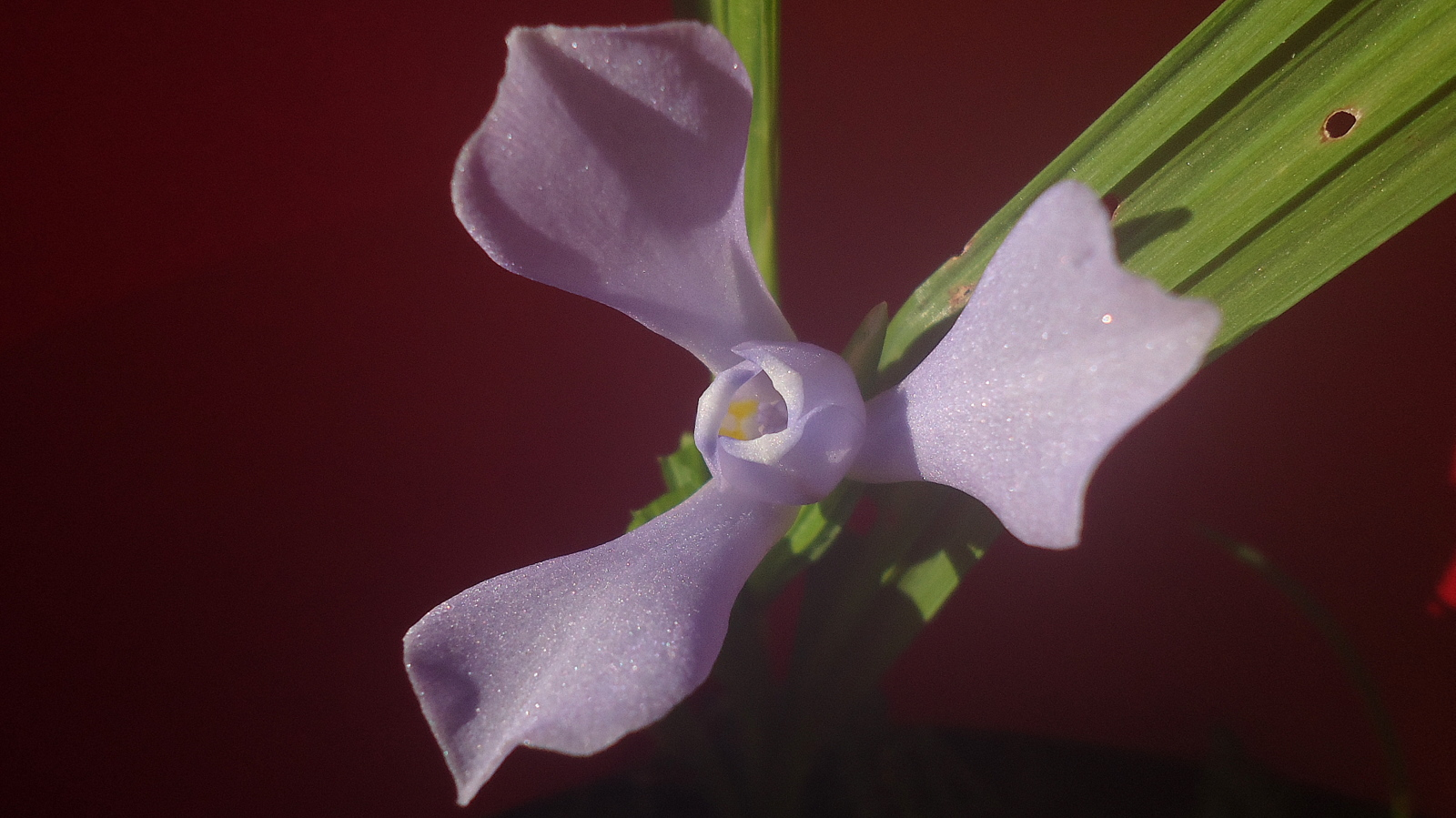
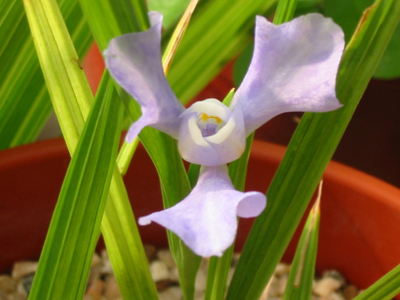
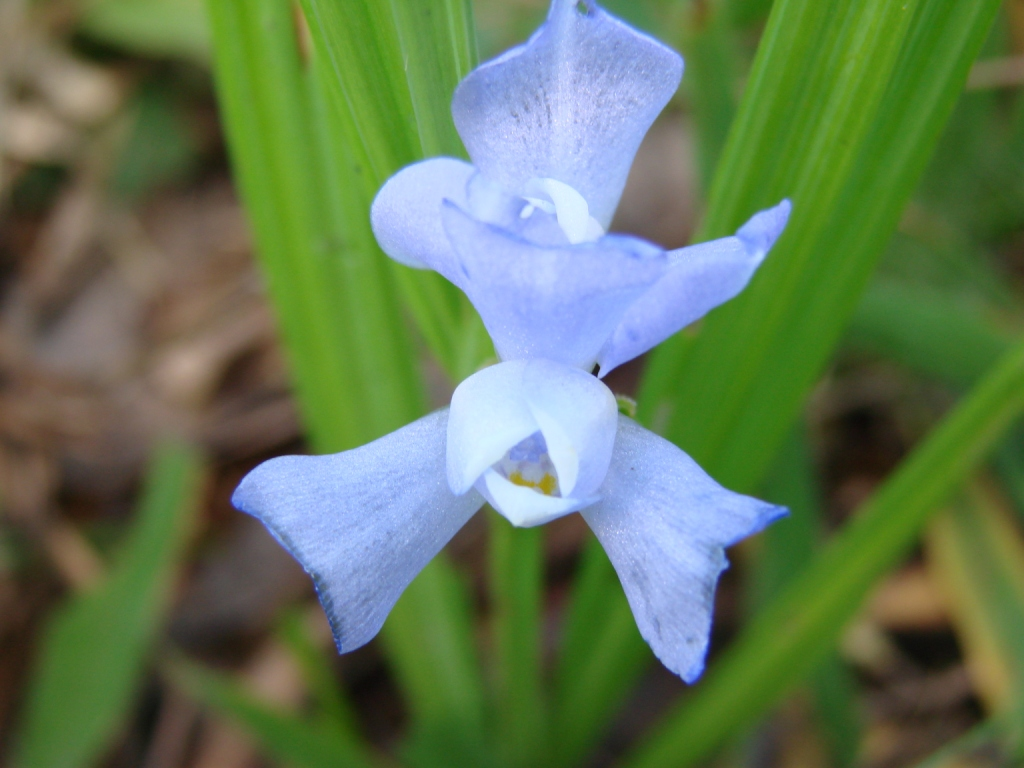
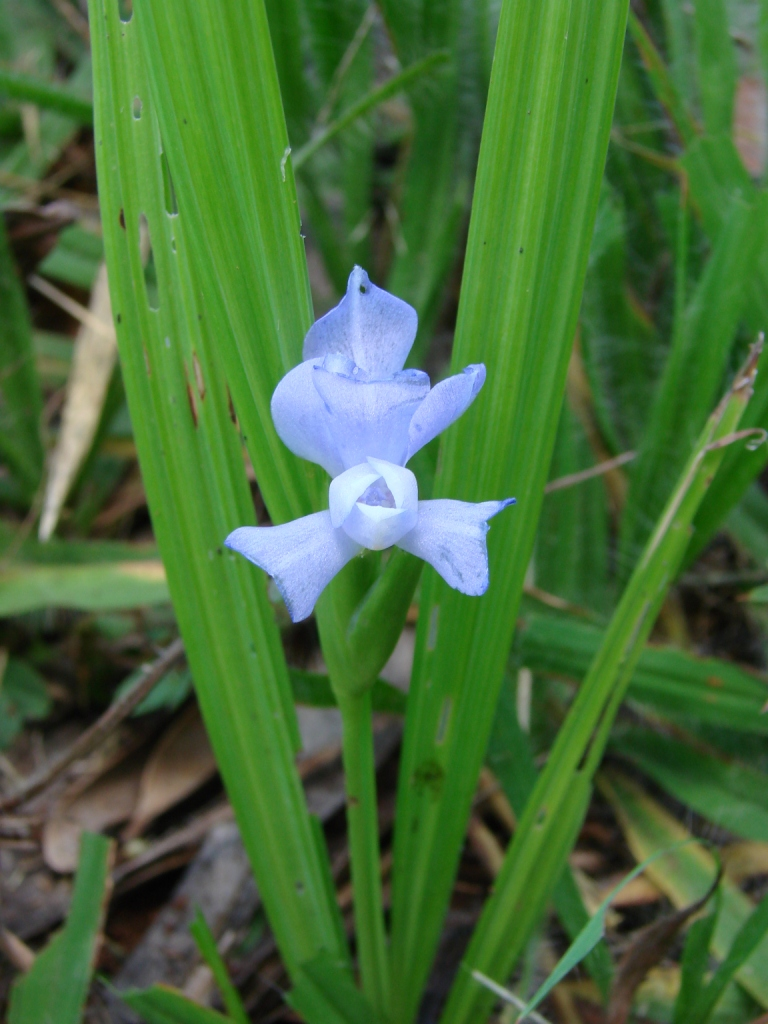